# Solveig Schytz

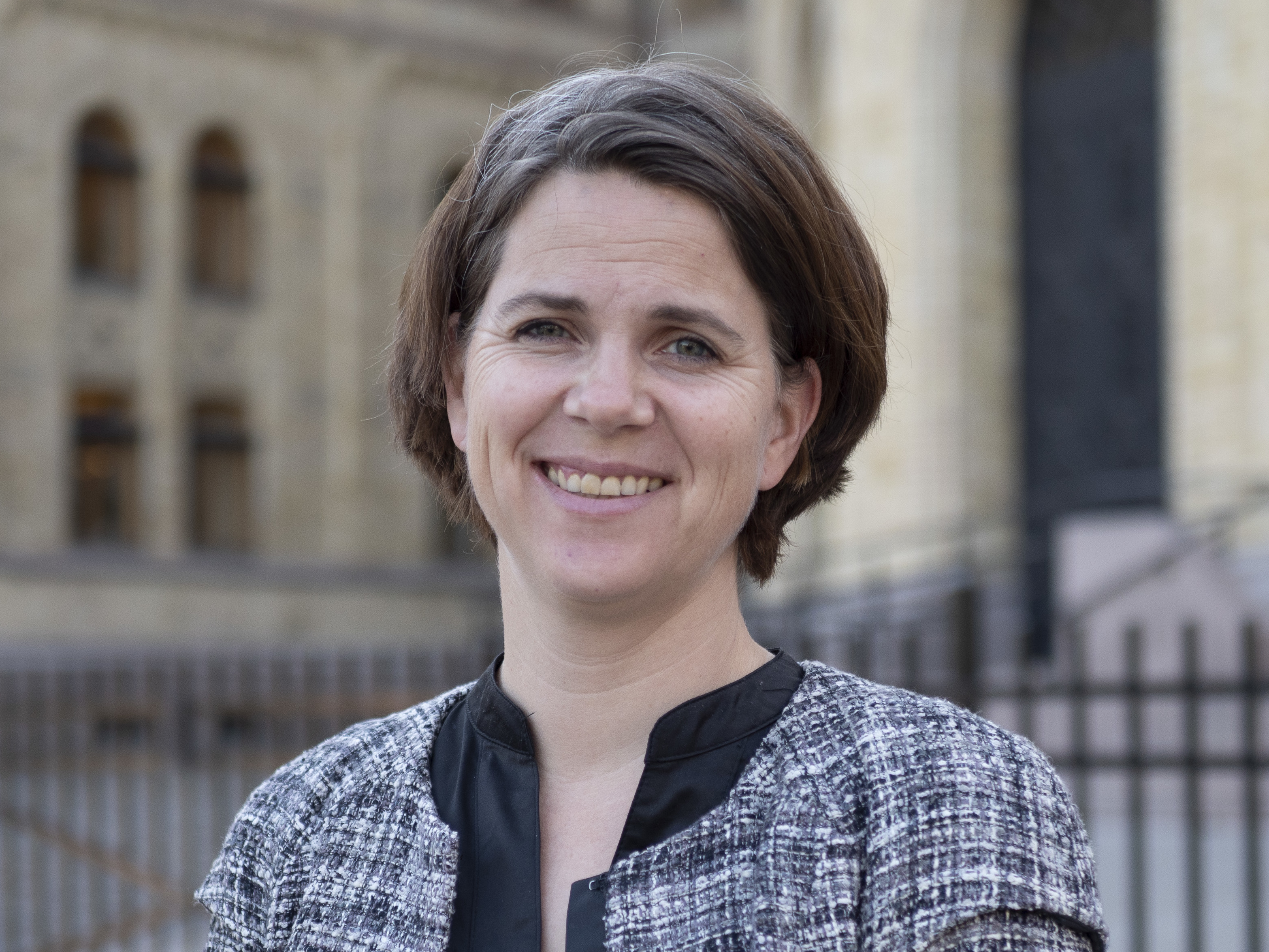
Solveig Schytz, 2020

Solveig Schytz (* 19. Februar 1976 in Oslo) ist eine norwegische Politikerin der sozialliberalen Venstre. Von 2020 bis 2021 war sie Abgeordnete im Storting.

## Leben
Schytz studierte an der Universität Oslo und arbeitete im Anschluss als Konservatorin unter anderem für Museen und Behörden. Im Jahr 2011 wurde sie Abgeordnete im Fylkesting des Fylkes Akershus, wo sie bis 2019 verblieb. Anschließend zog sie ins Fylkesting des neu gebildeten Fylkes Viken ein. Im Fylkesting wurde sie Fraktionsvorsitzende der Venstre-Gruppierung. In den Jahren von 2012 bis 2017 fungierte sie als Vorsitzende der Venstre-Partei in Akershus. Des Weiteren war sie als Kommunalpolitikerin in Ås tätig.
Schytz gelang es bei der Parlamentswahl 2017 wie bereits bei der Wahl 2013 nicht, ein direktes Mandat für das norwegische Nationalparlament Storting zu erlangen. Stattdessen wurde sie Vararepresentantin für den Wahlkreis Akershus, also Ersatzabgeordnete. Als solche begann sie im Januar 2020 ihren Parteikollegen Abid Raja zu vertreten, der als Mitglied der Regierung sein Mandat ruhen lassen muss. Schytz wurde Mitglied im Justizausschuss, im November 2020 wechselte sie in den Bildungs- und Forschungsausschuss. Bei der Stortingswahl 2021 wurde sie erneut Vararepresentantin. Mit dem Ausscheiden Rajas aus der Regierung am 14. Oktober 2021 endete ihre Zeit als feste Vertreterin.